# 望海楼天主堂
天津圣母得胜堂（法语：Église Notre-Dame des Victoires ）俗称望海楼教堂，是天津最早的天主教堂之一，也曾是天主教天津教区的主教座堂。 坐落在原海河干流起点，北运河和南运河交汇的三岔河口，（今中国天津市河北区狮子林街292号海河北岸狮子林桥旁），现为天津市天主教会的一座教堂，目前，望海楼教堂被中华人民共和国国务院批准为全国重点文物保护单位，被天津市人民政府批准为天津市文物保护单位和特殊保护等级历史风貌建筑。

## 历史沿革

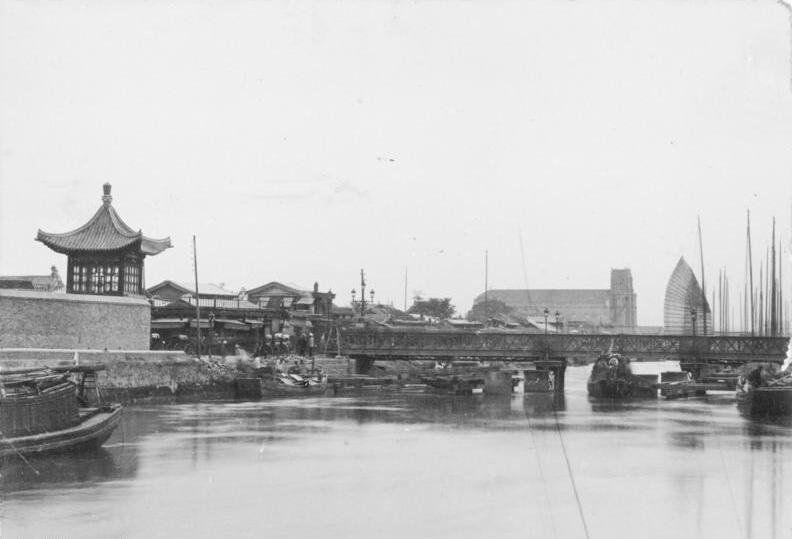
从金华桥上看到的望海楼天主堂

- 1773年，望海楼始建，当时为天津盐商集资修建的3层楼阁，有房152间，曾为皇帝行宫。清高宗弘历御题“海河楼”。[5]
- 1862年，法国天主教神父卫儒梅通过法国驻天津领事与三口通商大臣崇厚交涉，获得天津三岔河口北岸望海楼旧址及其西侧崇禧观15亩土地。最初几年，他只能隐蔽在东门附近的深宅大院中，开办仁慈堂养病院。
- 1866年，法国神父谢福音来到天津传教，他于1869年5月16日拆毁了崇禧观旧址，于当年底建成天津第一座天主教堂胜利之后堂（圣母得胜堂），俗称望海楼天主堂，堂身长30米，宽10米，建筑风格采用哥特式。谢福音给这座教堂取名为“圣母胜利之后堂”，并将此名用法文刻在教堂钟楼正面的大理石上。法国驻天津领事馆则搬进了东面的望海楼行宫遗址。
- 1870年6月21日，因怀疑教会假借經營育兒所，其實是拿嬰兒做藥。望海楼教堂被愤怒的天津群众烧毁，成为当时著名的“火烧望海楼”事件。10名修女、2名神父、以及法国领事馆人员，5名法、俄侨民和30多名中国信徒在这起事件中被杀死。此外，法国领事馆、望海楼天主堂、仁慈堂以及当地英美传教士开办的4座基督教堂在这次事件中被焚毁。整个行动持续了3小时，在当时称为“天津教案”。之后，在法国公使的压力下，清政府赔款40万两白银，并处死16人。

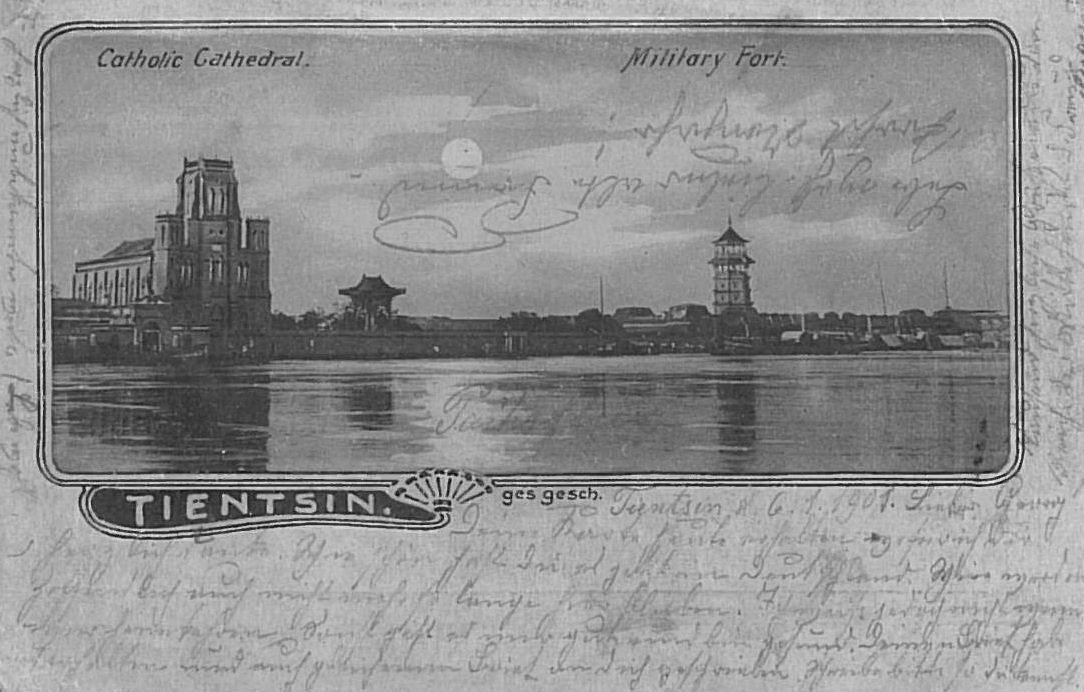
望海楼天主堂明信片

- 1897年，望海楼天主堂用清政府赔款在废墟原址重建，增建了角楼。
- 1900年，义和团在天津兴起，望海楼天主堂再次被义和团烧毁。
- 1904年，望海楼天主堂利用庚子赔款第三次重建落成，建筑仍然依照原样。
- 1912年，天主教天津教区成立，主教座堂最初就设在望海楼天主堂。之后主教座堂迁至1916年建成的西开教堂。
- 1976年7月，唐山大地震时，望海楼天主堂受严重破坏。
- 1983年，天津市人民政府拨款将望海楼天主堂重新修复。
- 1988年，望海楼天主堂被中华人民共和国国务院公布为全国重点文物保护单位。
- 2011年底，望海楼天主堂申请到文物修缮资金，进行了为期半年的大规模修缮。[6][需要較佳来源]

## 建筑特点
望海楼天主堂平面呈长方形，长55米，宽16米，建筑面积812平方米，占地3000平方米。堂身坐北面南，高10米，为石基砖木结构建筑，青砖墙面，面向西南，建筑正面有平顶塔楼三座呈山字形，中间的塔楼最高，高12米，呈笔架式结构，除中间塔楼外大部分建筑为二层。在两侧塔楼的顶部还各镶有8个兽头，专门为下雨时排水用的，雨水可以从兽头口中涌出。教堂内部并列庭柱两排，无隔间与隔层，入口两侧设有扶壁，内部有三道通廊，中廊稍高，侧廊次之，属巴西利卡型。中塔楼正厅东西侧各有八根圆柱，支撑拱形大顶，北端为圣母玛丽亚的主祭台，左右分别是耶稣和鞠养像。另外，教堂四周的墙壁上悬挂着耶稣受难图，整个建筑的顶和壁都设有彩绘。门和窗以及大厅的顶部设有尖拱形。 教堂内窗券为尖顶拱形，窗面由五彩玻璃组成几何图案，上面嵌有耶稣遇难的故事。内部地面砌有瓷质黑白相间花砖。教堂另有平顶的塔楼，后来又在礼拜堂四角设立了小角楼。教堂后面设有唱经楼。

## 内部链接
- 西开教堂
- 天津教案